# توماس کمبل ایتون
توماس کمبل ایتون (انگلیسی: Thomas Campbell Eyton؛ ۱۰ سپتامبر ۱۸۰۹ – ۲۵ اکتبر ۱۸۸۰) یک طبیعی‌دان و پرنده‌شناس اهل بریتانیا بود. زمینه‌های مطالعات وی را احشام، ماهی‌ها و پرندگان تشکیل می‌داده است. او یکی از دوستان و مکاتبه‌کنندگان با چارلز داروین بود اگرچه با نظریه‌هایش مخالف بود.
ایتون در ولینگتون، شروپ‌شر انگلستان متولد شد. او در کالج سنت‌جان کمبریج، جایی که هم‌دوره و دوست چارلز داروین شد؛ به تحصیل پرداخت. ایتون کتاب تاریخچه پرندگان نادر بریتانیا را در سال ۱۸۳۶ میلادی منتشر کرد. وی در سال ۱۸۳۵میلادی با ایزابل فرانسیس اسلنی، ازدواج کرد.